# House Broken - Una casa sottosopra
House Broken - Una casa sottosopra (House Broken) è un film del 2009 diretto da Sam Harper, con Danny DeVito. Il film, inedito in Italia, è andato in onda solo su Sky a partire dal 10 maggio 2011.

## Trama
Tom Cathkart è un vigile del fuoco ormai giunto alla pensione. Dopo anni di duro lavoro e di sacrifici, l'unica cosa che vorrebbe sarebbe riposarsi, in compagnia della moglie e della sua adorata televisione. A mettere i bastoni tra le ruote a questo suo idilliaco progetto, però, saranno i suoi mantenuti e ventenni figli Quinn e Eliot. Per liberarsi di loro, allora, il signor Cathkart "sequestra" la moglie portandola in viaggio col camper e toglie ogni forma di sostentamento ai figli. Riusciranno i giovani a cavarsela da soli, senza l'aiuto della madre e i soldi di papà?